# Tricesimo
Tricesimo (Tresesin in friulano) è un comune italiano di 7 580 abitanti del Friuli-Venezia Giulia.

## Geografia fisica
Tricesimo è in provincia di Udine, situato ai piedi delle prime colline moreniche, formate dall'antico ghiacciaio del Tagliamento, ed è posto a 10 km a nord di Udine.

## Storia
Il nome di Tricesimo testimonia la sua origine romana: ad tricesimum lapidem significa alla trentesima pietra miliare dal porto di Aquileia. Infatti il paese si trova sulla via che da Aquileia portava a Julium Carnicum, oggi Zuglio, e al Norico, via consolare chiamata via Iulia Augusta sulla quale due località ricordano le antiche stazioni (mansiones), segnate dai miliari: Terzo, a tre miglia romane da Aquileia, e Tricesimo, a trenta.

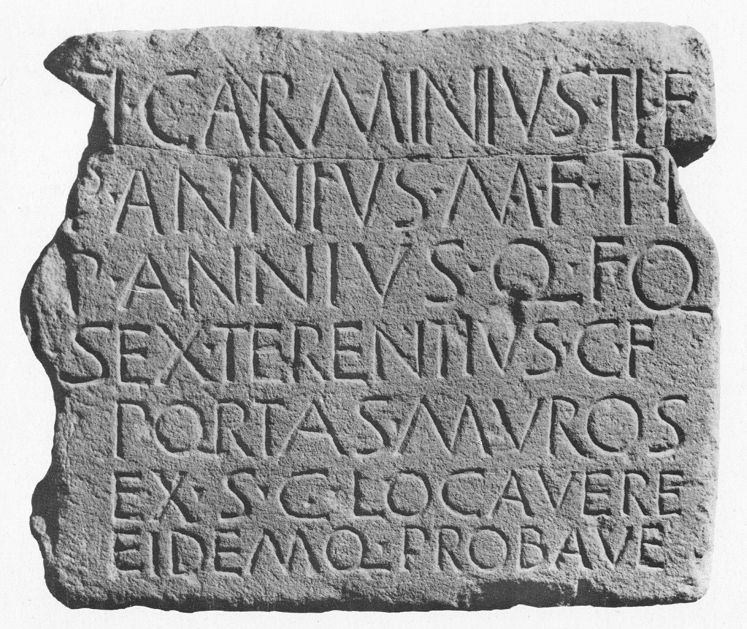
Epigrafe di epoca romana rinvenuta in Adorgnano nel 1902. L'iscrizione ricorda i nomi dei commissari inviati da Aquileia per erigere e collaudare una cinta muraria a Tricesimo

Sebbene vi siano tracce di presenza umana già in epoca preistorica (come confermato da vari ritrovamenti di oggetti lavorati in selce e ceramica) si può presumere che il primo nucleo abitativo stabile risalga alla conquista romana del II secolo a.C. La prima testimonianza documentaria risale però all'Itinerarium Antonini, databile al III secolo d.C., dove compare la dicitura Ad Tricensimum indicata come la prima mansio a trenta miglia da Aquileia. Alcuni reperti archeologici di epoca romana trovati sul territorio del comune lasciano ancora aperta la questione su dove si trovasse la primitiva stazione di cambio cavalli. Una lapide rinvenuta vicino al colle di Adorgnano testimonia la costruzione delle mura della mansio (probabilmente nel I secolo d.C.), le tracce di una centuriazione e le innumerevoli tombe ritrovate in San Pelagio confermano il passaggio di un'importante strada antica e infine i nomi di località di origine prediale (Laipacco, Luseriacco, Fraelacco...) dimostrano una notevole radicazione dei coloni romani nel territorio. La presenza di nuclei di origine celtica prima e durante la dominazione romana sono indicati dal toponimo Borgobello (in friulano Borgobel o Marcubel), colle che sovrasta il centro di Tricesimo e che poteva essere anticamente sede di un luogo di culto dedicato al dio Beleno.
In epoca longobarda il territorio di Tricesimo si trovava al centro di una vasta area fortificata i cui capisaldi erano Nimis, Ragogna, Artegna e Osoppo. A questo sistema difensivo appartenevano sicuramente gli abitati di Fraelacco e di Monastetto, citati in documenti di epoca posteriore come arimannie.
Ad epoca longobarda risalgono pure le tombe ritrovate in località Casanova (presso il ponte del Cormor) e nelle pertinenze di San Pelagio, con reperti databili ai secc. VI e VII.
Questi (e altri) ritrovamenti archeologici fanno supporre che il pagus di Tricesimo sia stato abitato con continuità dopo la caduta dell'impero romano e per tutto l'alto medioevo, quando poi finì sotto il dominio del patriarcato di Aquileia.
La posizione strategica, all'incrocio tra la strada che da Aquileia porta al Norico e la strada bariglaria (proveniente da Gradisca d'Isonzo) ha favorito nei secoli l'afflusso di popolazione, gli scambi e i commerci facendo di Tricesimo uno dei più importanti centri amministrativi e religiosi del Friuli collinare. La gastaldia di cui era capoluogo estendeva la sua giurisdizione su 33 paesi (detti “ville”) ed era sottoposta al diretto controllo di un ufficiale patriarcale (il gastaldo) che amministrava la giustizia sotto la “loggia del comune” e riscuoteva i tributi. Parte dello stesso territorio rientrava nella pieve (documentata a partire da XII secolo) il cui pievano veniva eletto da un'assemblea di rappresentanti di ogni villa.
L'amministrazione del paese era invece affidata alla vicinia (assemblea dei capifamiglia proprietari) che, sebbene sotto il controllo del gastaldo, rappresentava una pallida forma di autonomia comunale. A dimostrazione di ciò ci rimangono gli Statuti di Tricesimo (noti a noi nella versione quattrocentesca, ma di probabile origine duecentesca), un insieme di regole riguardanti il mercato, il transito dei “forestieri”, le attività commerciali artigianali e agricole, che ci forniscono un interessante spaccato della realtà economica del tempo. Nonostante ciò Tricesimo rimane fra i comuni “minori” (a differenza di Cividale, San Daniele, Gemona...) e non ha voce in parlamento.

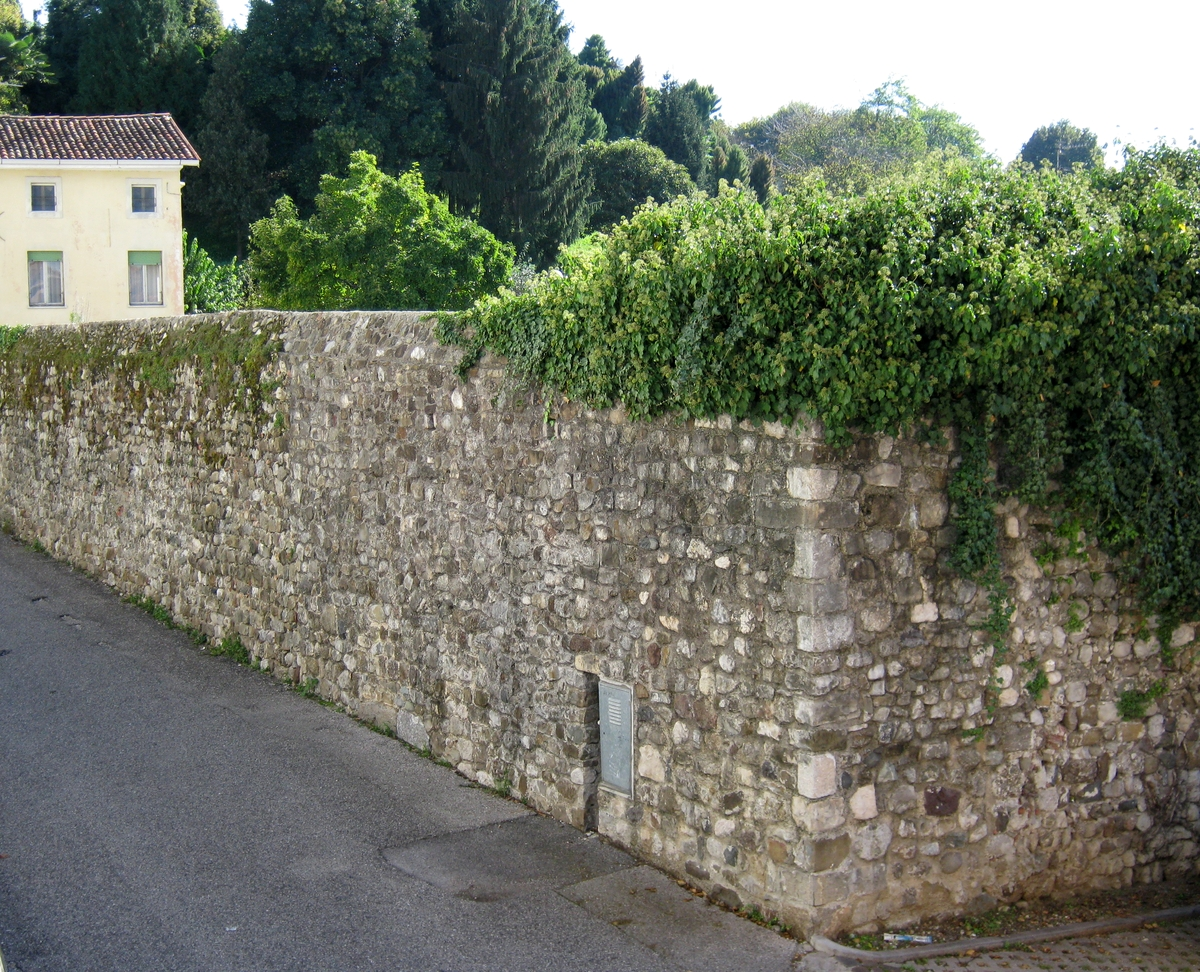
Parte residua dell'antica cinta muraria medievale (in via della Martina)

In quest'epoca il paese si presentava come un nutrito gruppo di case cinto da un muro di difesa munito di torri all'esterno del quale sorgeva il duomo. Questo apprestamento difensivo non impedì comunque alle truppe del conte di Gorizia di devastare il paese nel marzo del 1289.
Poco più a nord dell'abitato si trova il castello, documentato a partire dal 1251 ma sicuramente più antico (forse sorto attorno ad una specola di epoca romana) con compiti di sorveglianza sulla strada che porta a Gemona.
Nel 1420 Tricesimo seguì la sorte del resto del Friuli finendo sotto la dominazione veneta durante la quale vennero mantenute le strutture amministrative della gastaldia dove, al posto dell'ufficiale patriarcale, venne posto un capitano che risiedeva in castello e che rispondeva direttamente al luogotenente generale della Patria del Friuli.
In questo periodo si verificarono le due grosse invasioni turche del 1477 (ricordata da una lapide conservata nella sagrestia della Parrocchiale) e del 1499, incursioni che arrecarono notevoli danni agli edifici situati all'esterno della cinta muraria del paese (il duomo venne incendiato) e agli edifici sparsi nelle campagne (incendio della chiesa di San Pelagio).
Nel 1511 il centro abitato fu parzialmente coinvolto nella rivolta contadina friulana, e successivamente colpito dal terremoto del 26 marzo.
Dopo la caduta della repubblica di Venezia del 1797 ad opera di Napoleone il paese seguì le sorti del Friuli centrale, segnato dal passaggio e dallo stanziamento degli eserciti francese e austriaco in quello che fu, fino al 1815, uno dei più movimentati fronti di guerra europei. La stagione risorgimentale che infiammò gli animi della penisola italica si fece sentire anche a Tricesimo dove la gendarmeria austriaca fu impegnata più volte nel corso degli anni a intervenire per calmare piccole sommosse popolari e reprimere tentativi di insurrezione armata. Nel 1843 vennero requisite le armi nascoste nei solai delle chiese di Adorgnano e di Leonacco Basso, nel 1848 un gruppo di tricesimani partecipò alle insurrezioni di Udine e nel 1852 vennero rinvenute alcune armi sul fondo di un pozzo appena fuori dal paese. Nel 1866 il Friuli entrò a far parte del regno d'Italia e anche per Tricesimo cominciò un periodo di pace e ripresa interrotto dallo scoppio della prima guerra mondiale che, oltre ai disagi portati dalla vicinanza al fronte e all'anno di occupazione austro-ungarica dopo la rotta di Caporetto, costò al paese un pesante numero di caduti (ben 128).
Ugualmente tragiche furono le conseguenze della seconda guerra mondiale che portò un alto numero di vittime tra gli uomini al fronte ma anche tra i civili (in particolare verso il termine della guerra), a causa delle frequenti incursioni aeree alleate sulla statale pontebbana e a episodi di insensata violenza come la fucilazione di quattro civili in Borgobello ad opera dei tedeschi ormai in ritirata. Molti furono i tricesimani che si unirono al movimento di resistenza e che contribuirono alla liberazione del paese, avvenuta solo il 2 maggio 1945. Nel secondo dopoguerra la posizione geografica e il passaggio di importanti vie di comunicazione come la strada statale 13 e la ferrovia pontebbana favorirono la crescita economica e commerciale del centro abitato. Il terremoto del 1976 comportò notevoli danni agli edifici delle frazioni e del capoluogo (dove crollò il campanile della chiesa parrocchiale causando una vittima). La ricostruzione, conclusasi a cavallo tra gli anni 80 e 90, venne seguita dalla creazione di nuove aree urbane affiancate a quelle preesistenti, determinate dalla crescente richiesta abitativa che caratterizza tuttora i comuni alla periferia di Udine.

### Simboli

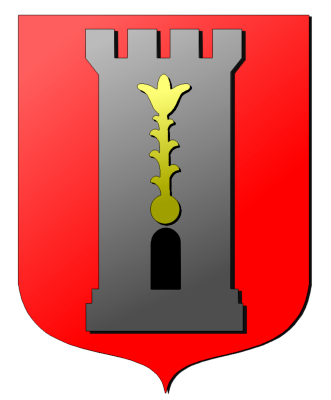
Lo stemma della gastaldia

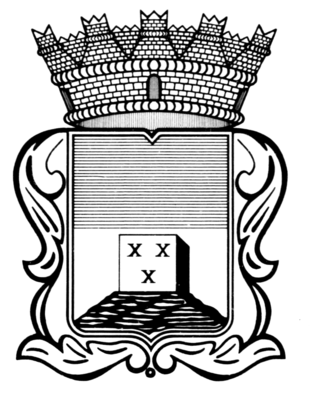
Il vecchio stemma comunale

Sotto lo scudo, su lista d'oro, la scritta in lapidario romano maiuscolo di nero: AD TRICESIMUM LAPIDEM. Ornamenti esteriori da Comune.»
Lo stemma del comune di Tricesimo riprende le forme e i colori dell'antico stemma della gastaldia di Tricesimo che si presenta come una torre bianca merlata con porta sormontata da giglio in campo rosso. La descrizione più antica proviene da un volume dell'archivio parrocchiale datata 1580: “turris alba cum pinaculis et cum lilio super porta in campo rubeo”. Sicuramente corrisponde a questa descrizione lo stemma in pietra murato su una colonna di piazza Garibaldi, probabilmente in origine ubicato sopra una delle porte di ingresso alla cinta muraria dell'abitato di Tricesimo. Il giglio rappresentato è il giglio arcaico, mentre in altre versioni è raffigurato il giglio di Francia.
Viene invece ideato tra i secc. XVII e XVIII lo stemma con la pietra miliare recante le tre “X”, ispirato all'origine romana di Tricesimo il cui nome deriva appunto dalla dicitura ad tricensimum (poiché distava trenta miglia da Aquileia).
Questo stemma venne adottato ufficialmente come simbolo del Comune nel 1922 e utilizzato come tale per tutto il XX secolo (fino alla sostituzione con quello attuale). È oggi ancora visibile tra le decorazioni del palazzo municipale, costruito a cavallo della prima guerra mondiale.
Il gonfalone è un drappo interzato in palo di rosso, di bianco e di rosso.

## Monumenti e luoghi d'interesse

### Architetture religiose
- La pieve arcipretale, o chiesa parrocchiale, costruita nel XVIII secolo su progetto di Domenico Schiavi e dedicata alla Madonna della Purificazione, sorge nel centro del paese, di fronte al municipio e alla piazza, e possiede, nel fianco sud, un'elegantissima porta rinascimentale (1505) degna di una grande cattedrale, opera di Bernardino da Bissone. All'interno ospita varie opere d'arte tra cui una pregevole pala, rappresentante la "presentazione di Gesù al tempio", di Jacopo Palma il Giovane e una pala d'altare di Sebastiano Bombelli (Crocifisso e anime del Purgatorio). Il portale del Bissone era situato originariamente sulla facciata della chiesa gotica. Quando nel Settecento fu edificata una chiesa più grande, il portale gotico apparve sproporzionato e fu spostato nel lato sud come porta laterale. Una lapide posta accanto allo stipite destro ricorda tale spostamento: "TEMPLO ELEGANTIORI FORMA REAEDIFICATO A VETERIS FRONTE LIMEN TRANSLATUM HIC AD PERENNEM ARTI LAUDEM UNIVERSALIS - S P C - A MDCCLXXIX [Riedificato il tempio in forma più elegante, la soglia fu qui trasportata dalla facciata precedente a perenne lode dell'arte - 1779]". Sopra il portale fu collocata la Madonna col bambino, considerata il suo capolavoro, accuratamente ricomposta dopo il crollo del campanile (a seguito del terremoto) che travolse la statua. Sono di Bernardino pure le due statue collocate nelle nicchie dell'attuale facciata, che rappresentano l'Annunciazione. Dal 1752 agli anni '30 del XX secolo, la pieve fu ditata anche di un organo costruito dal famoso organaro Pietro Nacchini e dal suo allievo Francesco Dacci. Lo strumento era provvisto di 13 registri, una tastiera di 52 note ed una pedaliera. Dopo la costruzione, nel 1784, della Pieve odierna, l'organo fu collocato in una nicchia nel presbiterio; mentre sull'antistante balaustra trovavano posto l'organista ed i cantori. Negli anni '30 però si decise di costruire un nuovo organo, e il Nacchini fu ceduto alla parrocchiale di Madrisio di Fagagna, dove tuttora si trova.

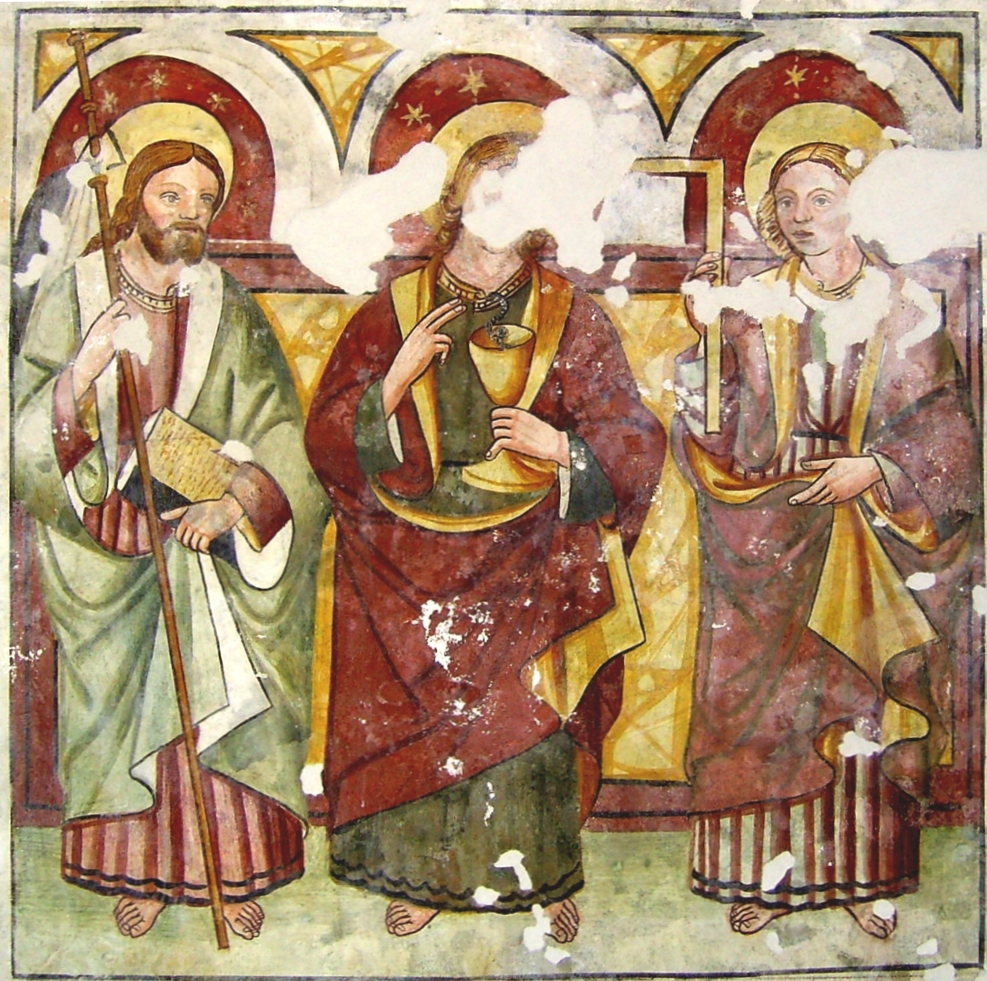
Affreschi del maestro Thanner nella chiesa di San Pelagio

- Affreschi del maestro Thanner nella chiesa di San Pelagio  La chiesa di San Pelagio sorge nella località più orientale del comune di Tricesimo sulla strada che porta da Adorgnano a Vergnacco, vicino al confine con il comune di Reana del Rojale. Citata nei documenti parrocchiali a partire dalla seconda metà del XIV secolo è probabilmente più antica, come farebbero supporre i reperti archeologici risalenti ai secc. VI-VIII venuti alla luce al suo interno. La struttura trecentesca era formata dal presbiterio e da parte dell'attuale aula alla quale si appoggiava, sul lato meridionale, una casupola (oggi scomparsa) che fungeva da cella di eremitaggio. Nel quattrocento venne allungata l'aula e aggiunto il portico con archi a sesto acuto mentre la sacrestia e la cella campanaria sono opere seicentesche. Il presbiterio è decorato da uno dei più interessanti (e meglio conservati) cicli di affreschi realizzati dal maestro Gian Paolo Thanner che lavorò a San Pelagio fino a tutto il 1535 (la data di esecuzione è visibile ai piedi della Crocefissione). I temi rappresentati sono tipici di questo autore cinquecentesco: la natività, la pietà e la teoria dei santi. Sull'arco trionfale l'annunciazione e scene dalla passione. I lavori di restauro pittorico eseguiti a partire dal 1978 hanno permesso una migliore lettura degli affreschi del Thanner e hanno portato alla scoperta di frammenti di un affresco sottostante databile al secolo XIV. La chiesetta è stata anche oggetto di studi da parte della facoltà di architettura dell'Università di Udine che nel 2009 ha realizzato uno screening 3D degli interni.[7]

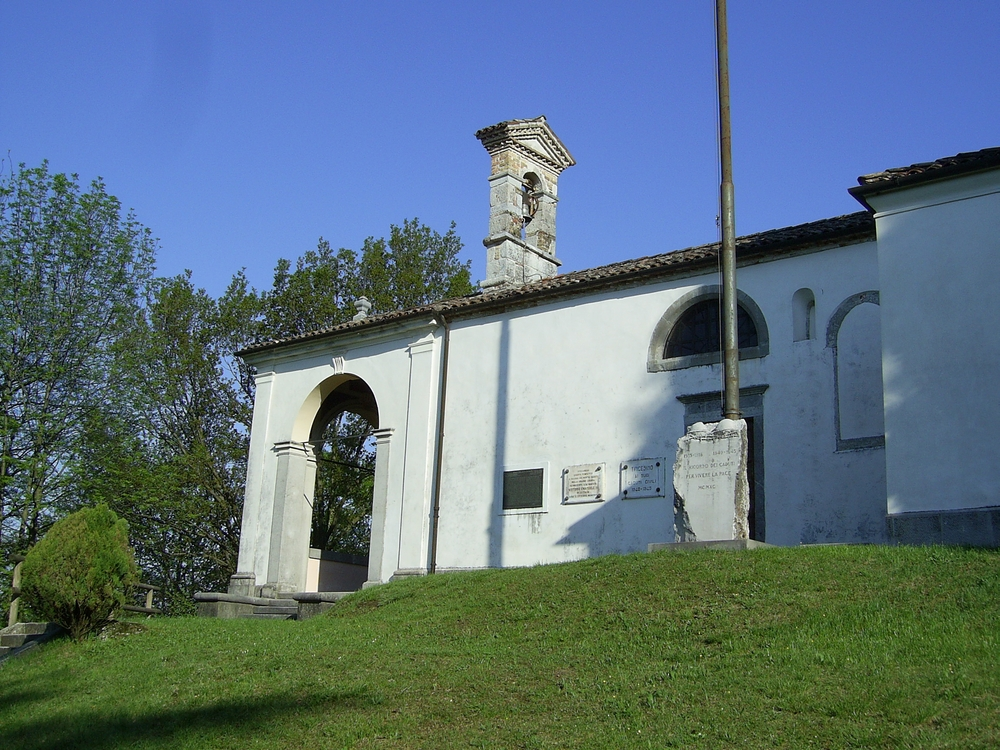
Chiesa di San Pietro in Zucco

- La chiesa di San Pietro in Zucco sorge sull'omonimo colle situato poco a nord del centro di Tricesimo. Il nome Zucco è l'italianizzazione del friulano çuc che significa cima, e definisce la sommità della piccola collina morenica. Documentata a partire dal 1255 la chiesa è formata da un'aula rettangolare preceduta da un portico con archi a tutto sesto (cinquecentesco) e affiancata dalla sagrestia (di epoca posteriore). All'interno due affreschi cinquecentesci rappresentanti San Pietro e San Paolo e una pala d'altare di Carlo Boldi del 1801 (Vergine col Bambino e i SS. Pietro, Paolo e Andrea). Le finestre gotiche emerse durante i restauri dell'inizio del XX secolo indicano le parti più antiche dell'edificio. Una nota interessante è che nel XVI secolo nella chiesa si tenevano ancora le riunioni della vicinia di Tricesimo e a cavallo tra il XIX secolo e il XX secolo il colle era sede di manifestazioni e assemblee pubbliche. Questo attaccamento popolare si rinforzò ulteriormente alla fine della prima guerra mondiale quando la chiesetta venne trasformata in monumento ai caduti ad opera dell'architetto Arduino Berlam e inaugurata il 5 ottobre 1924 alla presenza del re Vittorio Emanuele III che in occasione di una sua visita a Udine alloggiava all'albergo Boschetti di Tricesimo.
- Adorgnano: la chiesetta cinquecentesca fu demolita ai primi del Novecento per costruirne una più grande (l'attuale chiesa di Ognissanti). Dell'antico edificio rimangono il campanile e il portale (ora sul lato della nuova chiesa).
- Fraelacco: chiesa dei Santi Vito, Modesto e Crescenzia.
- Leonacco: chiesa di San Martino con affreschi di Lorenzo da Marano.
- Monastetto: chiesa di San Michele Arcangelo con affreschi di Gian Paolo Thanner risalenti al 1525 circa.
- Felettano: chiesa della Natività di Maria con pala d'altare di Odorico Politi.
- Sant'Antonio di Padova (Tricesimo/Tresésin), costruita tra il 1513 e il 1523.
- Santuario della Madonna Missionaria (Tricesimo/Tresésin)
- Sacro Cuore (Castello di Tricesimo/Tresésin) con affreschi di Pomponio Amalteo. Proprietà della Curia Arcivescovile di Udine.
- San Daniele (Belvedere)
- San Giuseppe (Laipacco/Lipà), con uno fra i più importanti cicli di affreschi di Gian Paolo Thanner.
- San Carlo (Laipacco/Lipà)
- San Giorgio (Laipacco/Lipà)
- Ognissanti (Adorgnano/Adorgnàn)
- Santi Vito, Modesto e Crescenzia (Fraelacco/Fraelà), ampiamente rimaneggiata nel XVII secolo
- San Michele (Monastetto/Munistêt)
- San Bartolomeo (Ara/Are Grande)
- San Giovanni Evangelista (Ara Piccola/Are Piçule)
- Natività di Maria (Felettano/Feletàn)
- Santi Vito, Modesto e Crescenzia (Luseriacco/Luserià) del XV secolo, con affreschi sulla volta del presbiterio raffiguranti i simboli degli Evangelisti sorretti da angeli.
- Santi Angeli Custodi (Leonacco Alto/Luvinà Alt)
- San Martino (Leonacco Basso/Luvinà Bas)

### Architetture civili
- Villa Mauroner-Tellini in località Collombroso
- Villa Miotti de Brajda (Borgobello), progettata dall'architetto Cesare Miani
- Villino Girardini
- Villa Spezzotti-De Zotti, progettata dall'architetto Cesare Miani
- Villa Rizzi (Braidamatta)
- Villa Vanzetti-Pennato-Chizzola
- Villa Franceschinis (Adorgnano)
- Villa Mantovani-Asquini (Adorgnano), progettata dall'architetto Provino Valle
- Villa Cernazai-Cantoni (Ara Grande)
- Villa Tacelli-Orgnani, con l'oratorio di S. Carlo Borromeo (Laipacco-Lipà)
- Villa Tartagna Colla (Borgo Michieli, Leonacco Basso)
- Villa De Rubeis-Masieri (Luseriacco)
- Villa Sbroiavacca (Felettano)
- Villa Valentinis (Fraelacco)
- Casaforte dei de Pavona (Leonacco)
- Villa Campeis e villa Boreatti (residenza estiva del poeta friulano Ermes di Colloredo) (Fraelacco)

### Architetture militari

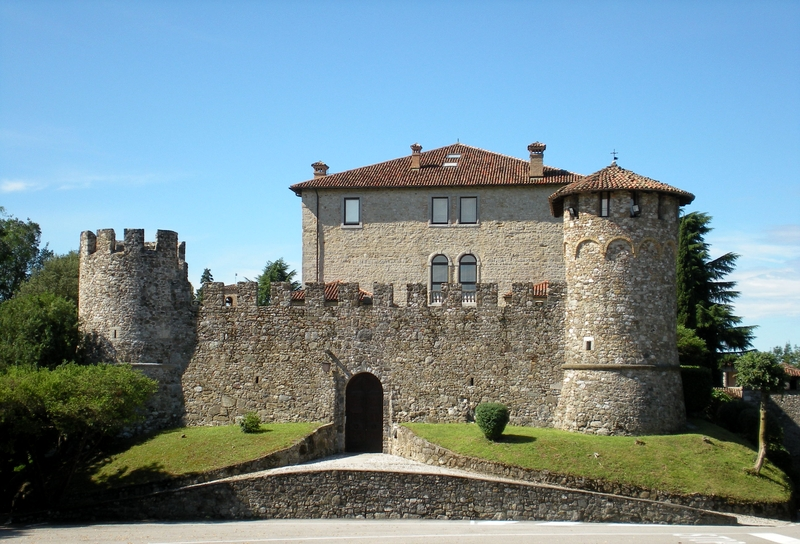
Il castello visto da est

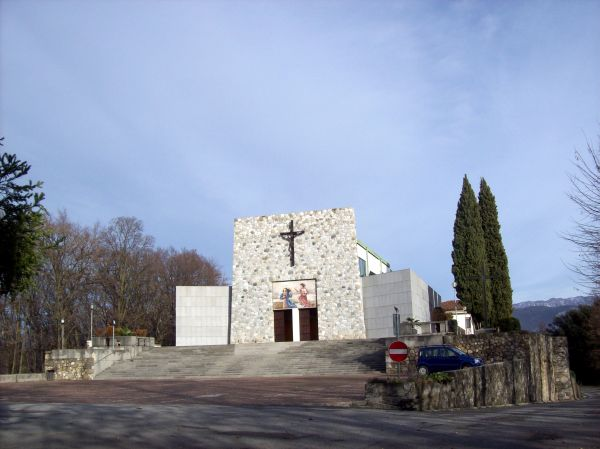
Il santuario della Madonna Missionaria

- Il castello medioevale fu costruito sulla cima di una collina morenica probabilmente sui resti di una precedente fortificazione romana posta a guardia della strada che da Aquileia portava al norico. Le prime fonti documentate risalgono al secolo XIII quando il castello risulta abitato dalla nobilissima famiglia di Tricesimo (1253) di origine gemonese alla quale spettava l'amministrazione del territorio soggetto al castello. I compiti di carattere militare spettavano invece alla guarnigione, con sede nel castello, che a partire dall'inizio del XIII secolo fu comandata da un capitano patriarcale. A causa della posizione strategica il maniero fu al centro di varie lotte tra il Patriarca di Aquileia e il conte di Gorizia tanto che fu assediato tre volte negli anni dal 1305 al 1310 passando di mano in mano fino a tornare nelle mani del patriarcato (almeno nel 1328). Questi eventi dovettero minare profondamente la solidità dell'edificio se nel 1332 il Patriarca Pagano della Torre ordinò di fortificarlo nuovamente. Quando nel 1420 il Friuli cadde sotto il dominio della Repubblica di Venezia il capitano patriarcale venne sostituito da un capitano della Serenissima che aveva compiti sia di carattere militare che di carattere amministrativo. Nel contempo il castello continuò ad essere dato in feudo ai nobili friulani: tra le varie famiglie che lo abitarono troviamo i Prampero, i Partistagno e i Castellerio. Nel 1521 il maniero fu acquistato dai di Montegnacco, proprietari dei vicini castelli di Cassacco e di Montegnacco (quest'ultimo oggi scomparso), che lo tennero fino al 1627, anno in cui lo cedettero ai nobili Valentinis di Udine. Fu trasformato dai conti Valentinis, nel Settecento, in un'elegante villa. Attorno al castello giravano tre cinte di mura, che furono abbattute per ordine di Napoleone quando passò di qui diretto in Austria attraverso il passo di Tarvisio, allo scopo di non lasciare dietro di sé punti di pericolosa resistenza. In quella occasione egli diede ordine di realizzare una via rettilinea tra Udine e Tricesimo, tuttora chiamata lo stradone, che, innestandosi sulla strada statale Pontebbana, evita tortuosi giri all'interno di piccoli paesi. L'ultimo discendente dei conti Valentinis ha ceduto il castello alla curia di Udine, la quale ha edificato, di fronte, un Santuario dedicato alla Madonna Missionaria, con l'altare degli emigranti, in ricordo dei tanti friulani che in passato hanno dovuto cercare lavoro in Germania, Venezuela o Australia.

### Altro

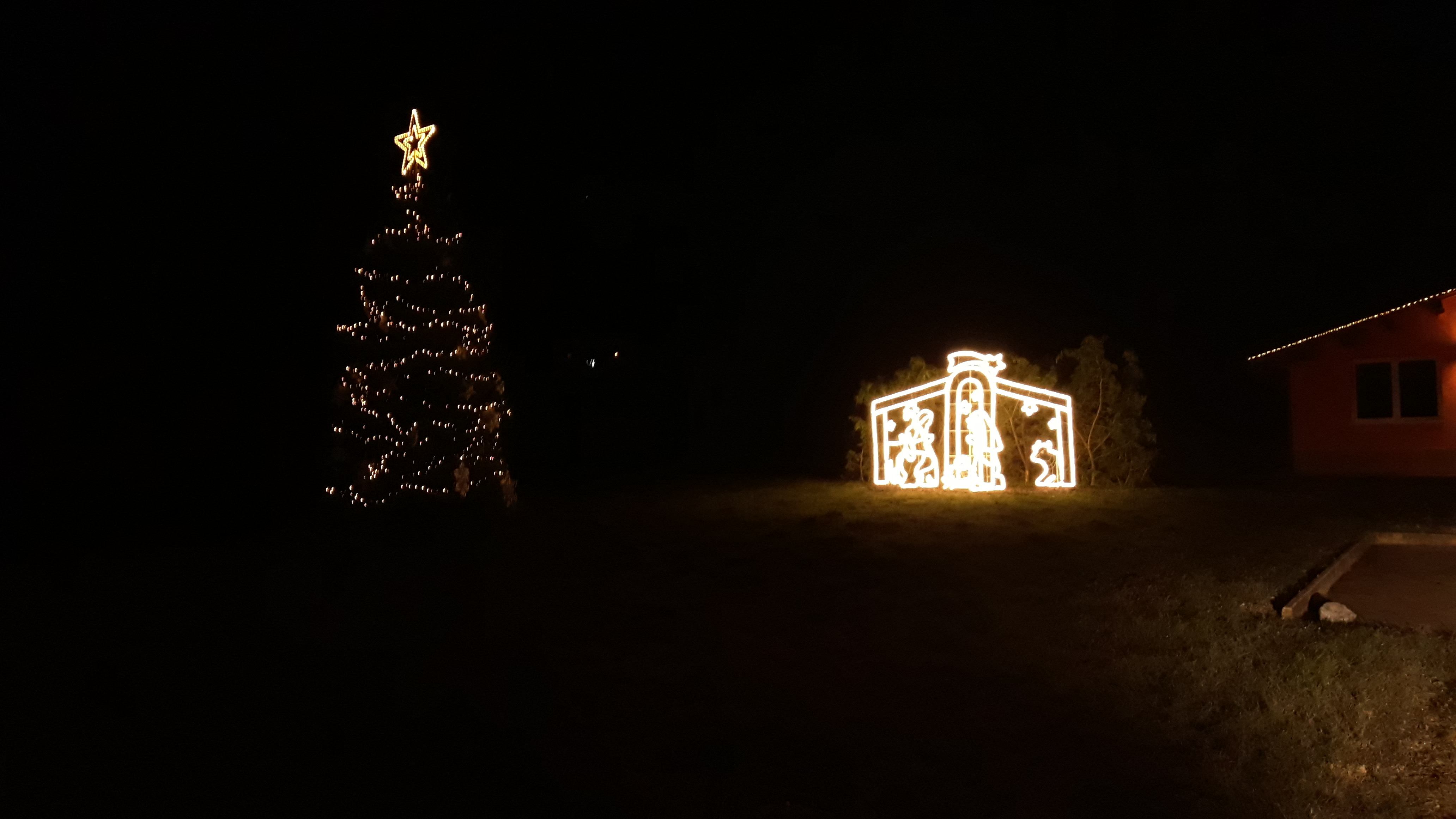
L’abete addobbato con a fianco la natività (2019)

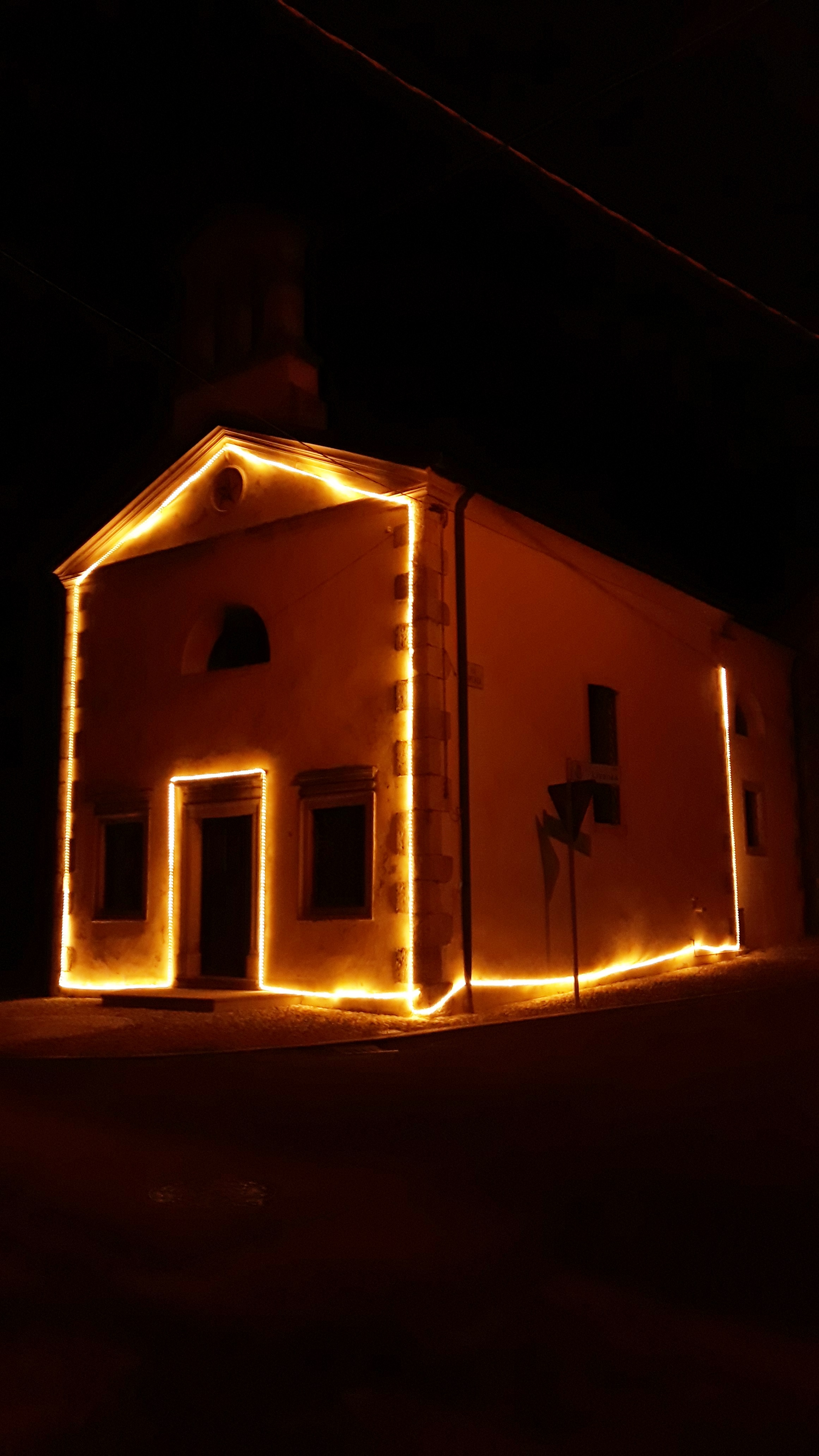
La chiesetta di Ara Piccola addobbata (2019)

- L’abete addobbato con a fianco la natività (2019)La chiesetta di Ara Piccola addobbata (2019)Presepio di Ara. L'iniziativa, nata nel lontano 1976, anno del terremoto sotto la tenda della baraccopoli, è andata via via sviluppandosi, arrivando a coprire una area di 2.500 m2, presso la ex baraccopoli di Ara di Tricesimo. Nel corso della 29ª edizione ben 80.000 visitatori hanno avuto modo di visitare il "Presepio all'aperto", realizzato con la collaborazione di un gruppo di volontari, sotto la direzione del Parroco. Dalle informazioni che abbiamo raccolto non esisteva in Europa un presepio di queste dimensioni. Strutture portanti, quantità di materiale impiegato (gomma piuma, tavolame, colore, graffiato, faesite, polistirolo, cavi, fari, manichini, statuette..) rendevano l'opera oltremodo onerosa. Per l'allestimento e lo smantellamento del "cantiere" si lavorava all'aperto circa 6 mesi all'anno.  
Nel 2018 si è svolta l’ultima edizione del presepio ponendo fine a un progetto durato 43 anni. A metà anno 2019 la struttura è stata smantellata per problemi alla pubblica amministrazione e per mancanza di fondi per l’ammodernamento delle strutture che risultavano fatiscenti e pericolose per la presenza di amianto. 
Però lo spirito del Natale della comunità di Ara Grande e Piccola non si è demoralizzato e, attraverso delle iniziative, ha addobbato le vie di Ara con luminarie e, lanterne e  installazioni  posizionate nei punti più importanti. Nel 2019, vicino al centro della comunità presso Ara grande, è stato piantato un abete e addobbato. Vicino ad esso un presepe stilizzato, anch’esso illuminato. Tra le due frazioni, sulla SP 58, si trova un albero stilizzato tridimensionale illuminato con delle pecorelle al di sotto di esso. Infine, ad Ara Piccola è stata abbellita con illuminarie la facciata della chiesetta di San Giovanni Battista.

## Società

### Evoluzione demografica
Abitanti censiti

### Lingue e dialetti
A Tricesimo, accanto alla lingua italiana, la popolazione utilizza la lingua friulana. Ai sensi della deliberazione n. 2680 del 3 agosto 2001 della Giunta della Regione autonoma Friuli-Venezia Giulia, il comune è inserito nell'ambito territoriale di tutela della lingua friulana ai fini della applicazione della legge 482/99, della legge regionale 15/96 e della legge regionale 29/2007.
La lingua friulana che si parla a Tricesimo rientra fra le varianti appartenenti al friulano centro-orientale.

### Tradizioni e folclore
- I vecchi del paese chiamavano il colle di San Pietro colle della Spia, poiché si era perpetuato il ricordo di un antichissimo posto di segnalazione, che da Aquileia, castello di Udine, Artegna, Sella di Bordano, Cesclans, permetteva di far giungere notizie da Aquileia a Zuglio in poco più di un'ora, attraverso fuochi di notte e fumate di giorno.
- Sebbene non ci siano testimonianze documentarie a conferma, è comune opinione tra gli anziani del paese che nella località Marzae sia avvenuta un'importante battaglia contro i turchi.
- Una leggenda popolare molto conosciuta vuole che il castello di Tricesimo e quello di Cassacco siano collegati da un tunnel sotterraneo scavato all'epoca in cui entrambi i manieri appartenevano alla famiglia di Montegnacco (secoli XIV-XVI).

## Cultura

### Media
A Tricesimo nella seconda metà degli anni settanta sorse una delle prime emittenti radiofoniche friulane. Radio Effe International, che aveva sede nella frazione Luseriacco, trasmetteva su 88.000 MHz, 101,500 MHz, 102,600 MHz e 104,800 MHz illuminando gran parte delle province di Udine, Pordenone, Gorizia e Trieste. Ebbe un notevole seguito fino alla chiusura, intervenuta nei primi anni ottanta. Le antenne trasmittenti sono state abbattute nel febbraio 2017.

## Geografia antropica

### Suddivisioni storiche
- Ara Grande/Are Grande
  - Borgo Bertoldi/Borc dai Bertolds
  - Borgo Filippi/Borc dai Filips
  - Borgo Tami/Borc Tam
  - Borc Ramacul
  - Borc dai Pulçs
  - Borc de Glesie
  - Borc di 'Dree
  - Borc di Durì
  - Borc dai Pasculins (Lì dai Cjargnei)
  - Borc dai Merlins
  - Case Gerussi/Borc di Burel
  - Madonna della Salute/Madone de Salût
- Ara Piccola/Are Piçule
  - Case Tami/Cjasis Tami
  - Case Liva/Cjasis Liva
- Braidamatta/Braidemate
  - Borgo Picco/Borc di Piç
  - Borgo Vittore/Borc Vitôr
- Colgallo/Colgjâl
  - Borgo Mansutti/Borc dai Mussuts
  - Borgo Bertossio/Borc dai Foscje
- Felettano/Feletan
- Fraelacco/Fraelà (Freelà)
  - Borc dai Condui
  - Borc dai Sclâfs
  - Casali Montegrappa/Cjasai Montgrape
  - Casali Simeoni/Cjasai dai Simeons
- Laipacco/Lipà
  - Case della Palude/Cjasis dal Palût
- Leonacco/Luvinà
  - Case Tonini/Cjasis dai Tonins
  - Case Chiandetti/Cjasis Cjandets
  - Casali Picco/Cjasai Picco (Lì di Bidìn)
  - Borgo Ellero/Borc dai Elars
  - Borgo Michieli/Borc Michieli
- Località Morena/Localitât Morene
- Luseriacco/Luserià
- Monastetto/Munistêt
- Tricesimo capoluogo/Tresésin cjaflûc
  - Adorgnano/Adorgnan
  - Case Roncuz/Cjasis Roncuz
  - Borgo Borgobello/Borc Borgobel
  - Borc dai Çus
  - Borgo Tullio/Borc dai Tuli
  - Località Vendasio/Localitât Vendâs
  - Case Morandini/Cjasis dai Morandins (Belvedere)
  - Borgo Menotti/Borc dai Menots
  - Borc Iannis/vie Glemone
  - Borc Ghiraldo/sot l'ex fuart

## Economia
Tricesimo si è risollevata brillantemente dal disastro del terremoto del Friuli del 1976.
La breve distanza dal capoluogo fa del paese un centro di attrazione per molti abitanti di Udine, che preferiscono vivere tra il verde, mentre la posizione sulla statale Pontebbana favorisce un'apprezzabile tappa gastronomica.
L'antica vocazione agricola, dopo il terremoto, si è notevolmente ridotta, mentre l'attività industriale, diminuita e rappresentata oggi solo da varie piccole industrie, si è spostata a favore del terziario.

## Infrastrutture e trasporti
Tricesimo è attraversata dalla strada statale 13 Pontebbana, importante strada di collegamento con la Carnia e l'Austria verso nord e con il Veneto verso sud.
La città dispone della fermata ferroviaria Tricesimo-San Pelagio, posta lungo la ferrovia Pontebbana.
Dal 1915 al 1959 l'abitato disponeva inoltre di un collegamento con Udine costituito dalla tranvia Udine-Tarcento, nota in loco con il soprannome di "tram bianco".

## Amministrazione

### Sindaci dal 1995
| Periodo        | Periodo        | Primo cittadino   | Partito         | Carica  | Note                                             |
| -------------- | -------------- | ----------------- | --------------- | ------- | ------------------------------------------------ |
| 23 aprile 1995 | 13 giugno 1999 | Roberto Vattori   | Centro sinistra | Sindaco |                                                  |
| 13 giugno 1999 | 13 giugno 2004 | Roberto Vattori   | Centro sinistra | Sindaco |                                                  |
| 13 giugno 2004 | 26 maggio 2007 | Giancarlo Baiutti | Lista civica    | Sindaco | Il sindaco si è dimesso dalla carica di sindaco. |
| 26 maggio 2007 | 7 maggio 2012  | Andrea Mansutti   | Centro destra   | Sindaco |                                                  |
| 7 maggio 2012  | 11 giugno 2017 | Andrea Mansutti   | Centro destra   | Sindaco |                                                  |
| 11 giugno 2017 | 12 giugno 2022 | Giorgio Baiutti   | Lista civica    | Sindaco |                                                  |
| 12 giugno 2022 | in carica      | Giorgio Baiutti   | Lista civica    | Sindaco |                                                  |

### Gemellaggi
- Mittersill

## Galleria d'immagini

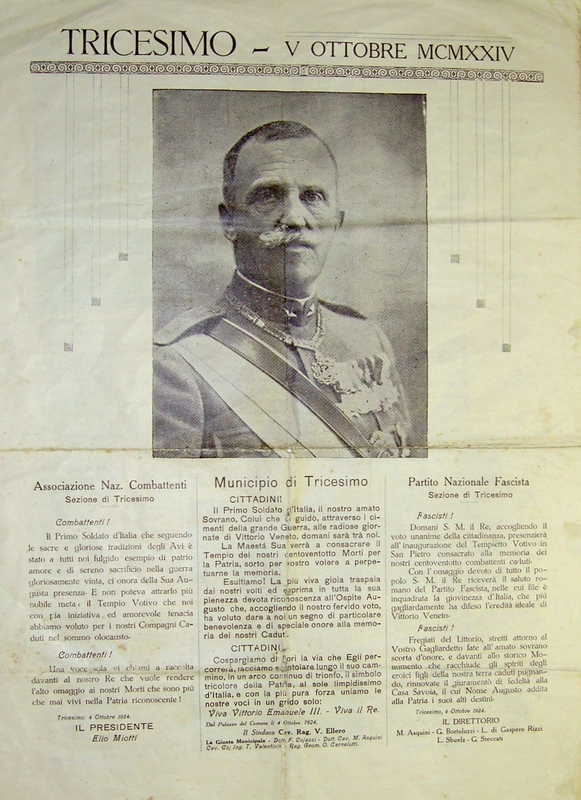
Giornale pubblicato in occasione dell'inaugurazione del tempietto ai caduti nel 1924.
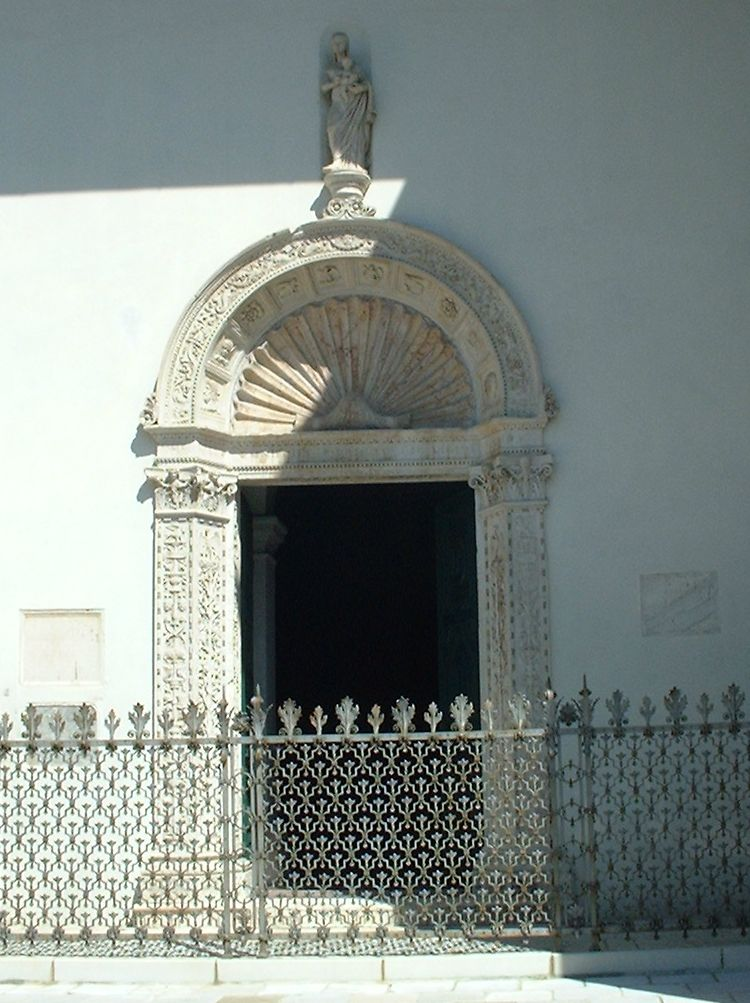
Il portale della Pieve di Bernardino da Bissone.
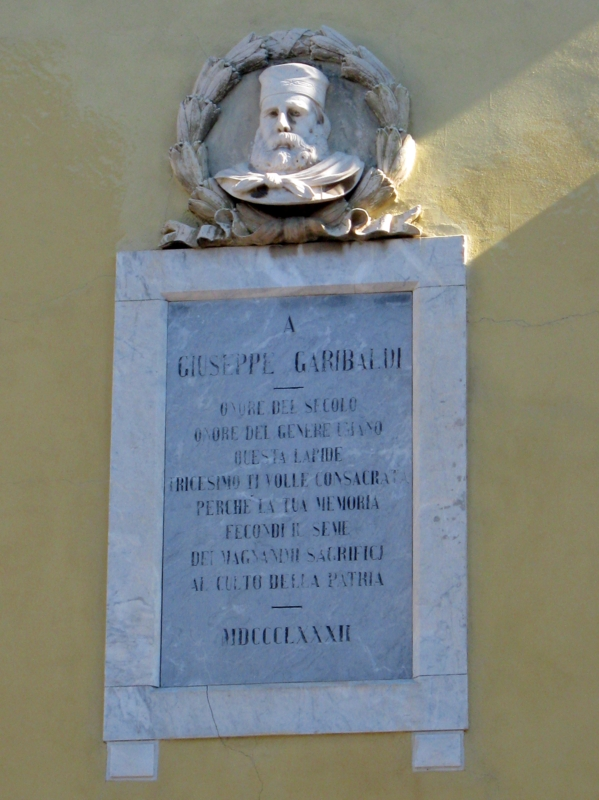
Epigrafe dedicata dai cittadini Tricesimani a Giuseppe Garibaldi nel 1882
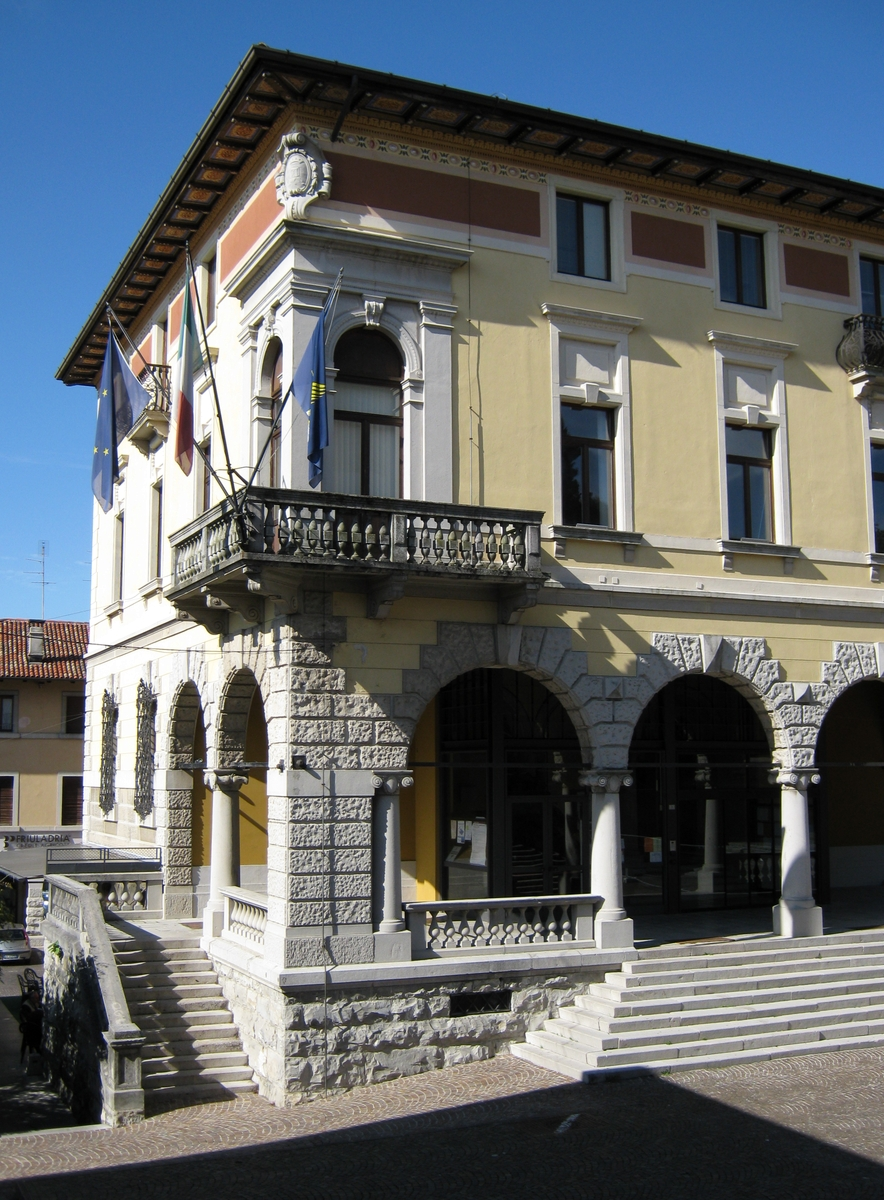
Il palazzo municipale, progetto di Provino Valle - 1919
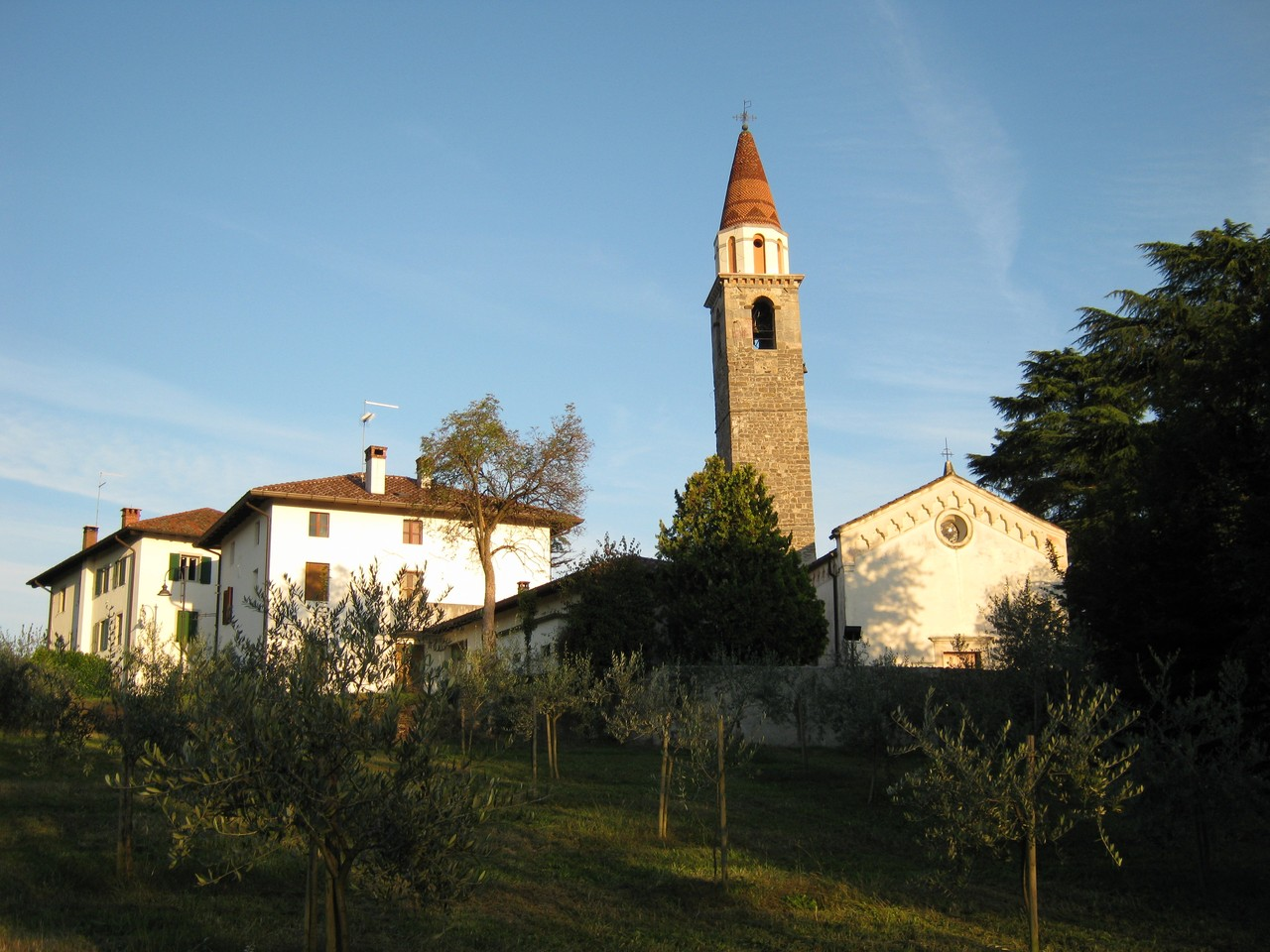
La chiesa dei Santi Vito, Modesto e Crescenzia a Fraelacco
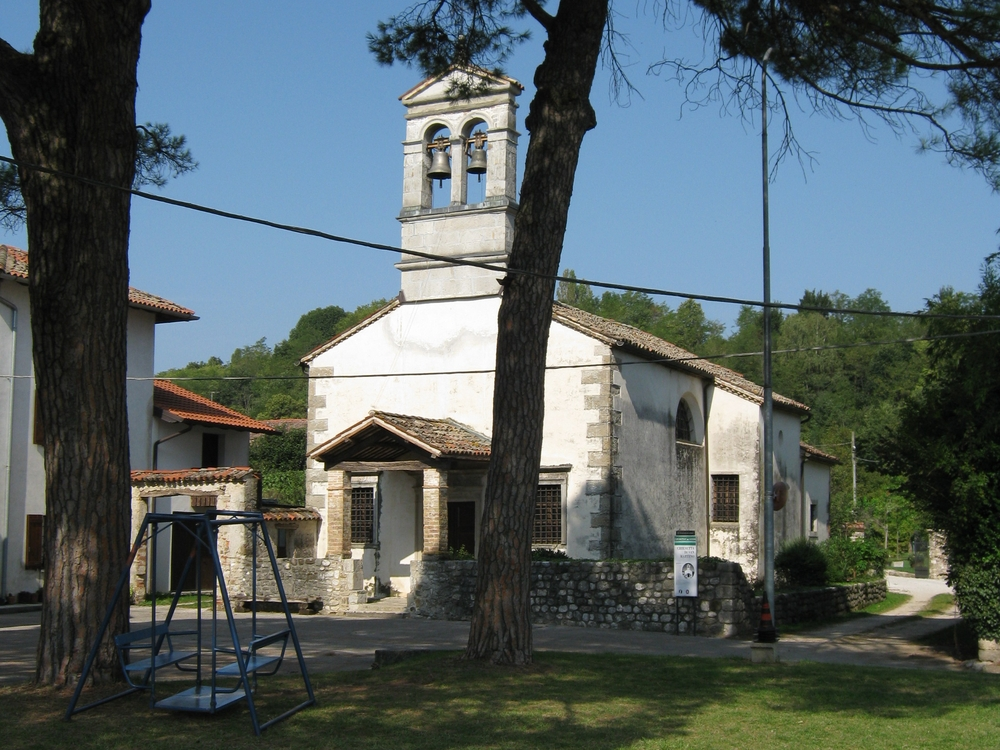
La chiesa di San Martino a Leonacco Basso
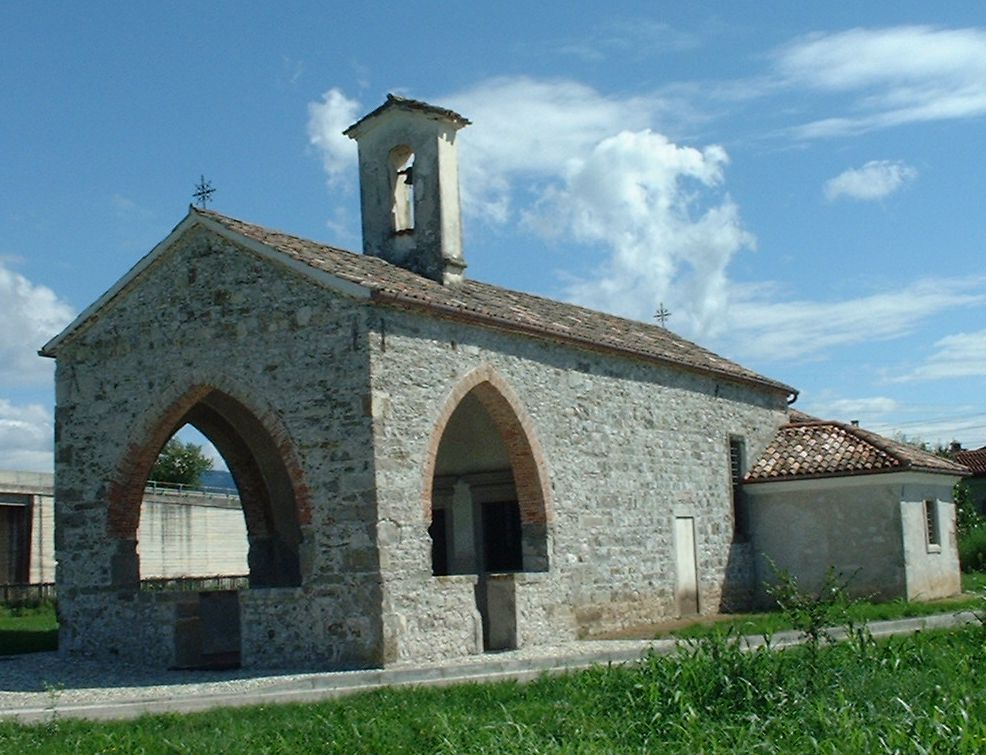
Chiesetta di San Pelagio
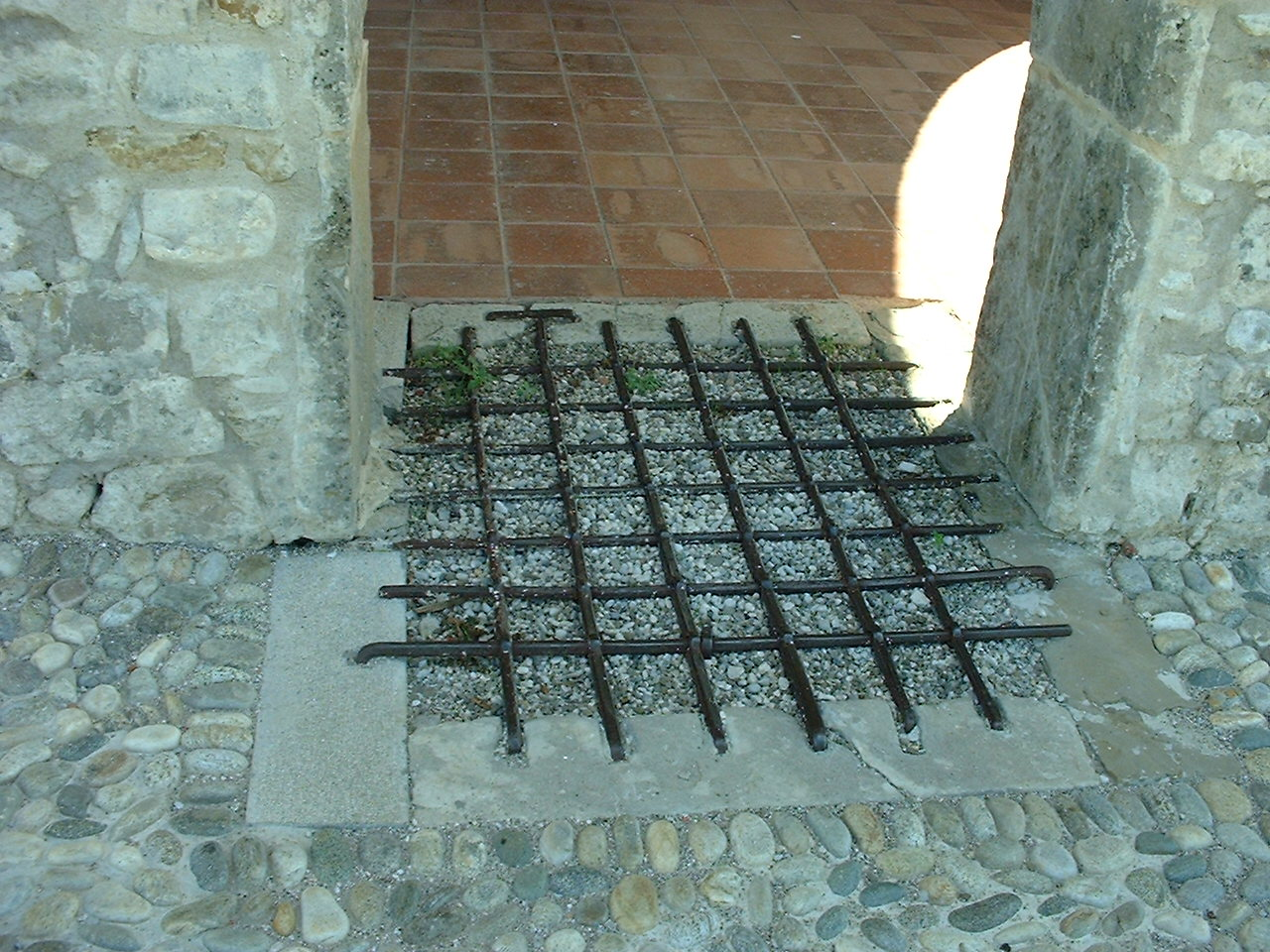
Particolare di San Pelagio, la grata che serviva ad evitare che gli animali entrassero in chiesa
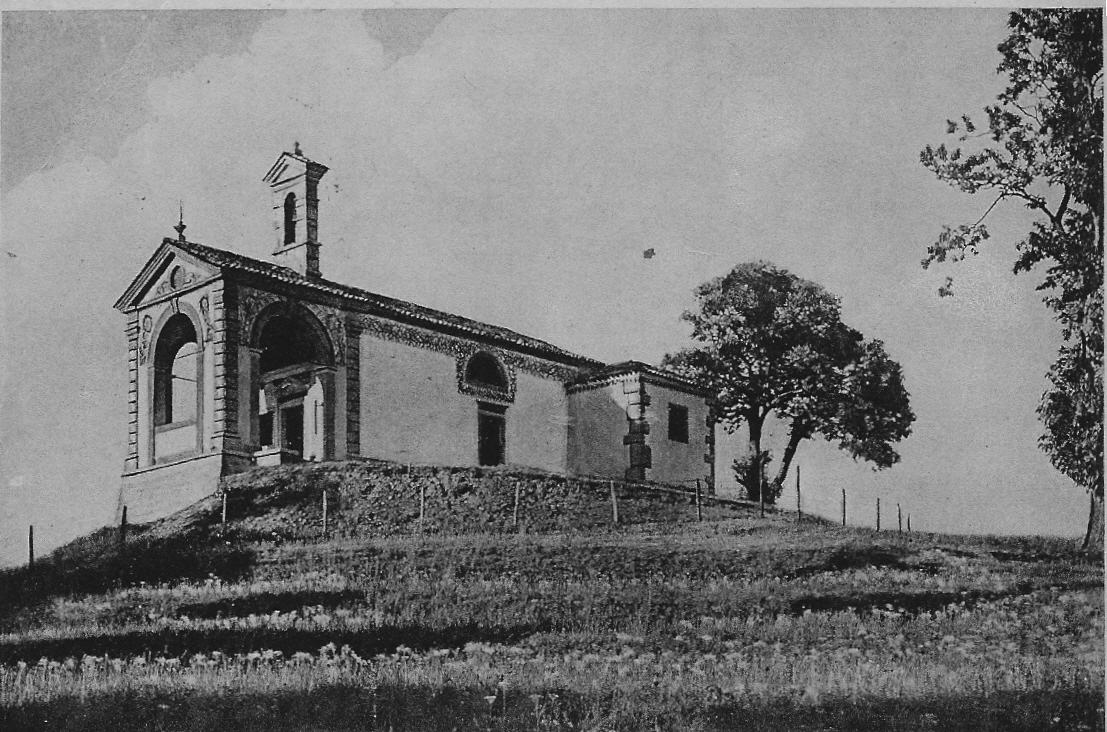
Chiesetta di San Pietro prima della trasformazione in tempio ai caduti